# Като-Патісія (станція метро)
«Като-Патісія» (грец. Κάτω Πατησίων) — станція Афіно — Пірейської залізниці Афінського метрополітену. Розташована за 13,722 км від станції метро «Пірей». Як станція метро була відкрита 12 лютого 1956 року.